# Tessa van Schagen
Tessa van Schagen (Leiden, Países Bajos, 2 de febrero de 1994) es una atleta neerlandesa, especialista en la prueba de 4 x 100 m en la que llegó a ser campeona europea en 2016.

## Carrera deportiva
En el Campeonato Europeo de Atletismo de 2016 ganó la medalla de oro en los relevos de 4 x 100 metros, con un tiempo de 42.04 segundos que fue récord nacional neerlandés, llegando a meta por delante de Reino Unido y Alemania (bronce), siendo sus compañeras de equipo: Dafne Schippers, Jamile Samuel y Naomi Sedney.